# 凜冽寒風與單相思 / ENDLESS SKY / One and Only
《凜冽寒風與單相思 / ENDLESS SKY / One and Only》（冷たい風と片思い / ENDLESS SKY / One and Only）是日本的女子偶像組合早安少女組。'15的第60张单曲。2015年12月29日由zetima发售。

## 概要
- 「凜冽寒風與單相思 / ENDLESS SKY / One and Only」是早安少女組。'15第五張3A單曲，亦是九期成員鞘師里保的畢業單曲。
- A面曲《凜冽寒風與單相思》原為鞘師里保的畢業獨唱曲，其後淳君決定由所有成員參與演唱；A面曲《ENDLESS SKY》為送給畢業的鞘師里保的一首歡送歌。
- A面曲《One and Only》是早安少女組。'15史上第一首全英語歌曲，亦是NHK音樂節目「J-MELO」2015年10月的片頭曲。
- 此單曲有6個版本，分別有「初回生產限定盤A - C」和「通常盤A - C」。「初回生産限定盤A」收錄了「凜冽寒風與單相思」的PV；「初回生産限定盤B」收錄了「ENDLESS SKY」的PV；「初回生產限定盤C」收錄了「One and Only」的PV。
- 在1月11日於Oricon公信榜单曲週榜取得第1名。
- 《凜冽寒風與單相思 / ENDLESS SKY / One and Only》是繼「穿越時空 超越宇宙 / Password is 0」1年零8個月後再次於公信榜單曲週排行榜取得第1位，亦是十二期成員尾形春水、野中美希、牧野真莉愛和羽賀朱音加入後首張銷量排名第一的單曲，使得歷代的38位全部成員都擁有Oricon公信榜單曲週榜冠軍的經驗。
- 此外，單曲是早安少女組。繼第59張單曲《Oh my wish! / 振作My Heart / 毫不猶豫去跳下的勇氣》後，第24張首週銷量超過10萬張的單曲，亦是第31張銷量10萬以上的單曲（15.1+萬張）。

## 收錄内容

### 初回生產限定盤A、通常盤A
CD
1. 凜冽寒風與單相思
（作詞、作曲：淳君、編曲：大久保薫）
2. ENDLESS SKY
（作詞、作曲：淳君、編曲：平田祥一郎）
3. One and Only
（作詞：淳君·ALISA、作曲：淳君、編曲：平田祥一郎）
4. 凜冽寒風與單相思 (Instrumental)
5. ENDLESS SKY (Instrumental)
6. One and Only (Instrumental)

DVD（初回生產限定盤A）
1. 凜冽寒風與單相思（MV）

### 初回生產限定盤B、通常盤B
CD
1. ENDLESS SKY
2. One and Only
3. 凜冽寒風與單相思
4. ENDLESS SKY (Instrumental)
5. One and Only (Instrumental)
6. 凜冽寒風與單相思 (Instrumental)

DVD（初回生產限定盤B）
1. ENDLESS SKY（MV）

### 初回生產限定盤C、通常盤C
1. One and Only
2. 凜冽寒風與單相思
3. ENDLESS SKY
4. One and Only (Instrumental)
5. 凜冽寒風與單相思 (Instrumental)
6. ENDLESS SKY (Instrumental)

DVD（初回生產限定盤C）
1. One and Only（MV）

## 其他
單曲One and Only現成為日本放送協會音樂節目「J-MELO」主題曲。

## 外部連結
- 早安少女組。'15官方網站（页面存档备份，存于）（日語）
- YouTube上的《凜冽寒風與單相思》PV
- YouTube上的《ENDLESS SKY》PV
- YouTube上的《One and Only》PV